# Фретеуцій-Ной
Фретеуцій-Ной (рум. Frătăuții Noi) — село у повіті Сучава в Румунії. Входить до складу комуни Фретеуцій-Ной.
Село розташоване на відстані 388 км на північ від Бухареста, 43 км на північний захід від Сучави.

## Населення
За даними перепису населення 2002 року у селі проживали 3822 особи, з них 3817 осіб (99,9%) румунів. Рідною мовою 3821 особа (> 99,9%) назвала румунську.